# 教科教育学
教科教育学（きょうかきょういくがく）は、小学校から高等学校までの学校教育における教科のそれぞれの教科ごとの教育学の総称として用いられる用語である。

## 教育職員免許法との対応
教育職員免許法で定める学校等の職員になるためには、教育職員免許状（通称「教員免許」）の授与を受けなければならない。
教員の免許状の授与を受けるには、原則として「教職に関する科目」の履修が求められ、学校における教科に対応した「各教科の指導法」の単位修得が必要な場合が多い。そこで、学校における教科の数だけ「○○科教育学」という学問分野が形成される。1989年（平成元年）の学習指導要領の改訂に伴って、生活科という新しい小学校の教科が作られた後から生活科教育学という学問分野なども作られることになった。

## 教科教育学における方法論の欠如
教育職員免許法に基づく大学における教員養成課程に必要な科目として、いわば後付け的に作られた学問分野であるため、本来備えるべき固有の方法論を欠いていることが教科教育学の根本的な問題点であるといわれている。学問的な方法論を欠いているため、教科教育学の内容は、実践的な経験に基づく知見や教育技術の集積にすぎないという考え方もある。

## 種々の教科教育学
| - 国語科教育学 - 書写教育学 - 日本語教育学 - 数学科教育学 - 算数科教育学 - 生活科教育学 - 社会科教育学 - 公民科教育学 - 地理歴史科教育学 - 地理科教育学 - 歴史科教育学 - 理科教育学 - 物理科教育学 - 化学科教育学 - 生物科教育学 - 地学科教育学 | - 外国語科教育学 - 英語科教育学 - ドイツ語科教育学 - フランス語科教育学 - 中国語科教育学 - 韓国語科教育学 - 保健体育科教育学 - 保健科教育学 - 体育科教育学 - 芸術科教育学 - 音楽科教育学 - 器楽合奏教育学 - 図画工作科教育学 - 美術科教育学 - 工芸科教育学 - 書道科教育学 - 技術科教育学 - 職業科教育学 - 職業指導教育学 - 家庭科教育学 - 情報科教育学 | - 農業科教育学 - 工業科教育学 - 商業科教育学 - 水産科教育学 - 看護科教育学 - 福祉科教育学 - 宗教科教育学 - 道徳教育学 - 特別活動教育学 - 自立教科教育学 - 調律科教育学 - 保健理療科教育学 - 理療科教育学 - 理学療法科教育学 - 印刷科教育学 - 理容・美容科教育学 - クリーニング科教育学 - 歯科技工科教育学 - 自立活動教育学 |